# Carme Oriol i Carazo
Carme Oriol i Carazo   (Amposta, 1955) és una folklorista i filòloga catalana.
És doctora en filologia catalana i professora a la Universitat Rovira i Virgili. És coneguda per les seves investigacions sobre Joan Amades i sobre la literatura de tradició oral en la societat contemporània. Juntament amb Josep Maria Pujol i Sanmartín, treballà en la classificació de més de 2000 rondalles catalanes des de mitjan segle xix. Ha dirigit durant anys les investigacions de folklore de la URV.

## Obres destacades
- El cançoner nadalenc català al Principat de Catalunya (1853-1951) (1995, VI premi Valeri Serra i Boldú)
- Estudi del folklore andorrà en el seu context (1997)
- Patrimoni oral a les comarques de Tarragona (2005)
- Introducció a l'etnopoètica: teoria i formes del folklore en la cultura catalana (2002)